# Dombeya burgessiae
Dombeya burgessiae és una espècie de planta de la família de les malvàcies originària d'Àfrica. Prolifera als marges dels boscos o al bosc on hi ha una humitat per sobre de la mitjana, i un cert grau d'ombra. Es distribueix per Malawi, Moçambic, Zimbàbue, Uganda, Kenya, Sud-àfrica, Eswatini i Tanzània.

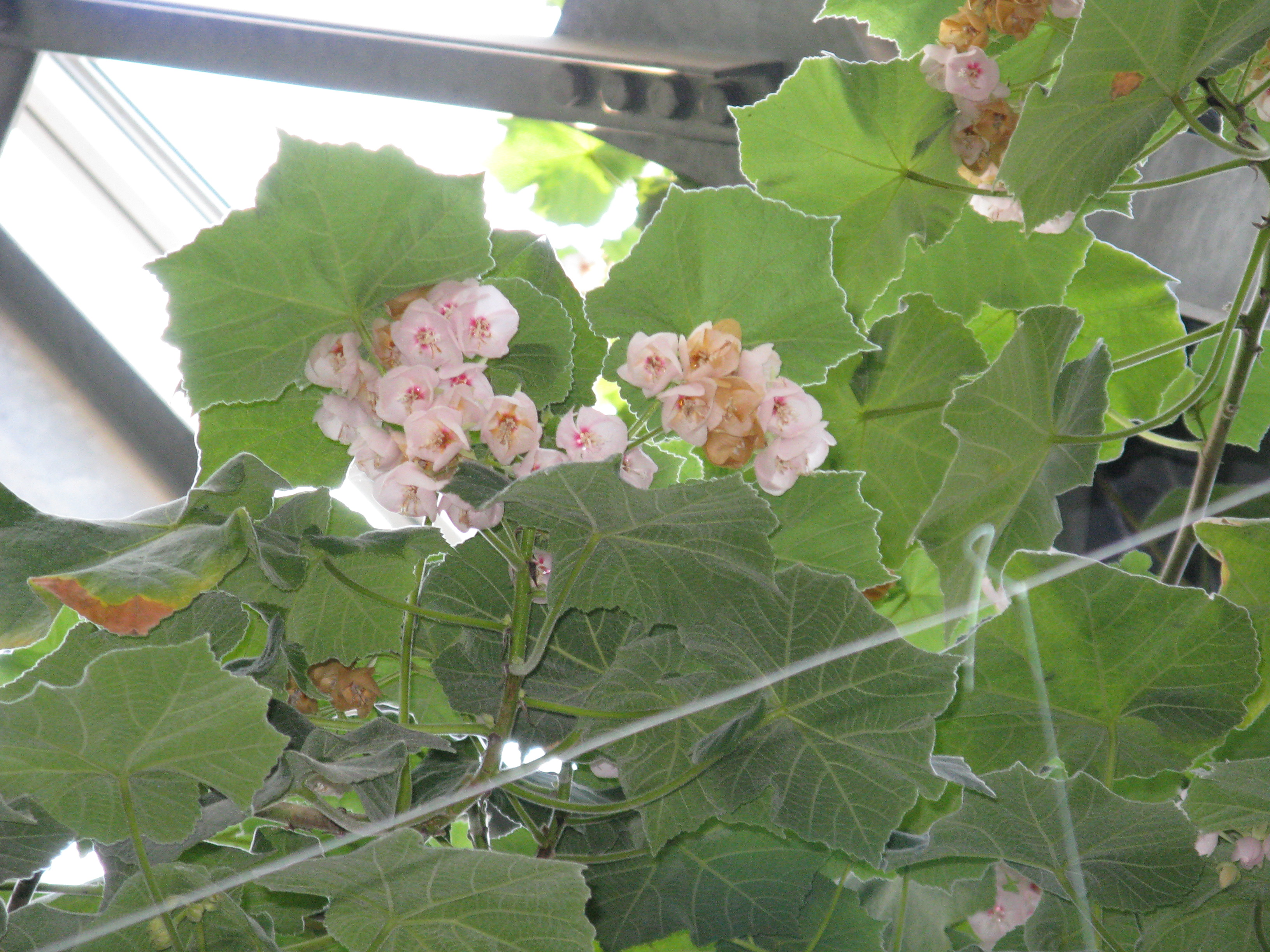
Vista inferior

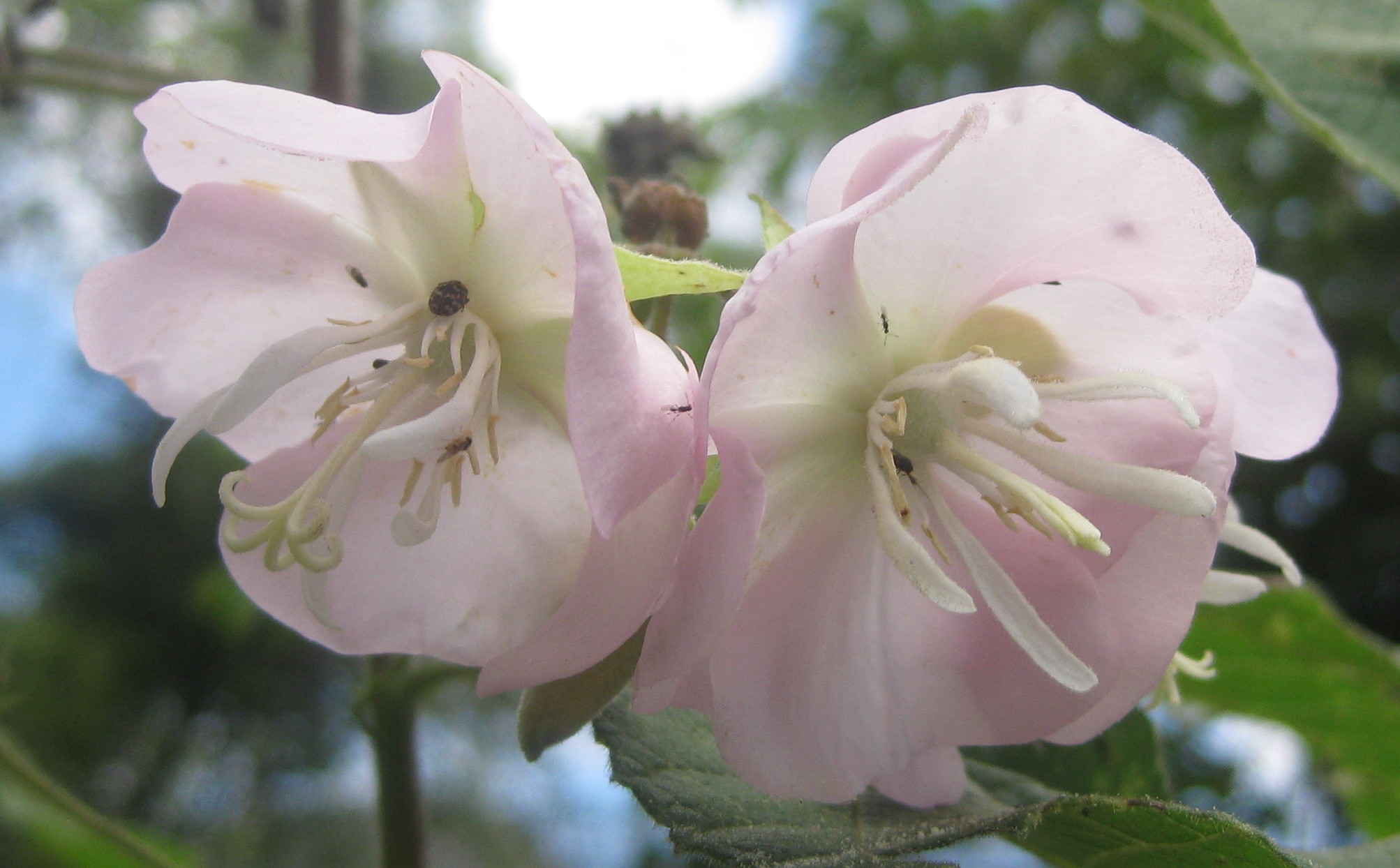
Inflorescència

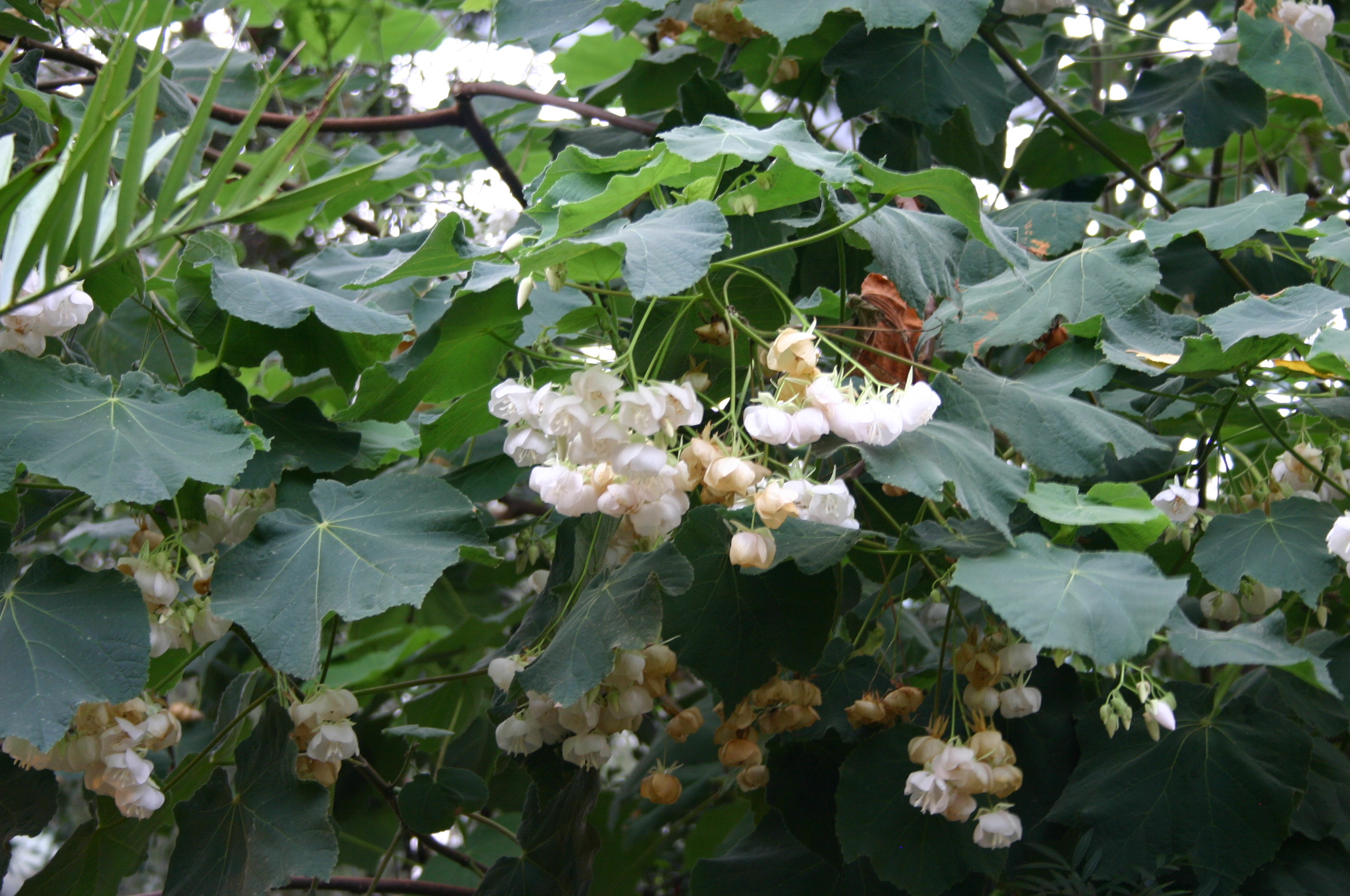
Vista superior

És un arbust que arriba a mesurar fins a 4 m d'alçada, amb una ramificació molt baixa, les tiges amb una escorça de color marró, densament piloses quan són joves amb els pèls estrellats. La làmina de la fulla mesura fins a 18 × 18 cm, de manera molt àmplia ovat-cordada, sencera o crenada, sense lòbuls o més generalment amb de 3 a 5 lòbuls, amb els lòbuls tancats o acuminats, de vellosos a poc pubescents en ambdues superfícies. La inflorescència, amb moltes flors (poques vegades de poques flors), es produeix als cims axil·lars corimbosos. Els pètals són de color blanc amb pautes roses o rosa, asimètricament obovats. Les llavors són de color marró fosc, el·lipsoides, de fins a 4 per lòcul.